# 1952 في مصر
فيما يلي قوائم الأحداث التي وقعت خلال عام 1952 في مصر.

## سياسة

### تعيين في المنصب
- 27 يناير – علي ماهر باشا رئيس الوزراء المصري،رئيس الوزراء المصري.

### انتهاء فترة المنصب
- 2 مارس – علي ماهر باشا رئيس الوزراء المصري،رئيس الوزراء المصري.

## أفلام
من الأفلام التي صدرت هذه السنة في مصر:
- 1 يناير – أموال اليتامى
- 1 يناير – أنا الماضي من إخراج عز الدين ذو الفقار.
- 1 يناير – أنا بنت مين من إخراج حسن الإمام.
- 1 يناير – الأستاذة فاطمة من إخراج فطين عبد الوهاب.
- 1 يناير – المنزل رقم 13 من إخراج كمال الشيخ.
- 1 يناير – بشرة خير
- 1 يناير – زمن العجائب من إخراج حسن الإمام.
- 1 يناير – سيدة القطار من إخراج يوسف شاهين.
- 1 يناير – عايزة أتجوز من إخراج أحمد بدرخان.
- 1 يناير – لحن الخلود من إخراج هنري بركات.
- 1 يناير – من القلب للقلب من إخراج هنري بركات.
- 14 يناير – النمر من إخراج حسين فوزي.
- 21 فبراير – ما تقولش لحد من إخراج هنري بركات.
- 11 مارس – آمنت بالله من إخراج محمود ذو الفقار.
- 17 مارس – غضب الوالدين من إخراج حسن الإمام.
- 23 يونيو – مسمار جحا من إخراج إبراهيم عمارة.
- 10 نوفمبر – غلطة أب من إخراج هنري بركات.

## مواليد

### يناير
- 1 يناير – عصام شرف
- 1 يناير – محمود طاهر شخصية مصرية ورئيس سابق للنادي الأهلي المصري.
- 1 يناير – يسري نصر الله مخرج أفلام مصري.
- 16 يناير – أحمد فؤاد الثاني

### مارس
- 3 مارس – علي جمعة
- 17 مارس – نيكوس كسيداكيس موسيقي يوناني.

### أبريل
- 3 أبريل – محمد سعد الكتاتني سياسي مصري.
- 22 أبريل – مجدي علام سياسي إيطالي.

### يوليو
- 8 يوليو – أحمد نظيف رئيس وزراء مصر السابق.
- 13 يوليو – موسى مصطفى موسى
- 23 يوليو – جلال عامر صحفي مصري.
- 26 يوليو – محمد إسماعيل المقدم طبيب مصري.

### أغسطس
- 20 أغسطس – يوسف بطرس غالي اقتصادي مصري.

### أكتوبر
- 20 أكتوبر – سامح شكري دبلوماسي مصري.

### نوفمبر
- 4 نوفمبر – تواضروس الثاني

### ديسمبر
- 25 ديسمبر – عبد العزيز عبد الشافي لاعب كرة قدم مصري.

## وفيات

### فبراير
- 28 فبراير – عزيزة أمير (مواليد 1901)

### أبريل
- 7 أبريل – إلياس أنطون إلياس (مواليد 1877) معجمي مصري.

### مايو
- 28 مايو – إلياس مؤدب (مواليد 1916) ممثل مصري.

### أغسطس
- 5 أغسطس – سميرة موسى (مواليد 1917) فيزيائية مصرية.